# 茂呂田かおる
茂呂田 かおる（もろた かおる、1971年9月26日 - ）は、日本の女性声優。東京俳優生活協同組合所属。大阪府出身。旧芸名は茂呂田 和江（もろた かずえ）。

## 経歴
1991年、勝田声優学院第9期卒。1994年、俳協ボイスアクターズスタジオ第4期生。俳協からマウスプロモーションと移籍したが、ふたたび俳協所属になる。

## 人物
声種はメゾソプラノ。方言は大阪弁。

## 出演
太字はメインキャラクター。

### テレビアニメ
1995年
- 行け!稲中卓球部（明子、高井戸緑、民子、土井、マリリン子、カオル、菅原 他）
- マクロス7（子供、オペレーターB）

1996年
- 怪盗セイント・テール（女子高生、修道女、女子生徒、少年B、女の子）
- 逮捕しちゃうぞ（林綾音）

1997年
- 名探偵コナン（1997年 - 2023年、中山和美、加藤知美、設楽蓮希、公島葵、べこべ素子 他）

1998年
- カウボーイビバップ（子供2、ビバップ号）

1999年
- ∀ガンダム（1999年 - 2000年、月の女性A、少女C）
- ムーぽん（ムーぽん）

2000年
- 犬夜叉（女妖怪）
- 幻想魔伝 最遊記（2000年 - 2001年、白竜〈ジープ〉、李厘、女妖怪、天上人、俊瑛の母 他）
- マイアミ☆ガンズ（殺し屋メイド）

2001年
- クレヨンしんちゃん（2001年 - 2022年、鬼瓦カンナ、深谷マチコ、しょうこおねいさん 他）
- こみっくパーティー（2001年 - 2005年、猪名川由宇） - 2シリーズ
- SAMURAI GIRL リアルバウトハイスクール（久遠七瀬）
- 週刊ストーリーランド（岡麗子、主婦）
- ジャングルはいつもハレのちグゥ（ウェダ）
- ナジカ電撃作戦（メイドA）

2002年
- 朝霧の巫女（力石征子）
- あたしンち（2002年 - 2009年、司会者、生徒3、店員、倍賞美津子、TVの声 他）
- ギャラクシーエンジェル（子供A、女の人、キャスター、女神） - 2シリーズ
- 東京アンダーグラウンド（チェルシー・ローレック）
- 忍たま乱太郎（2002年 - 2025年、北石照代、声、配膳係、子ども）
- ぱにょぱにょデ・ジ・キャラット（少年）
- ラーゼフォン（母親）

2003年
- カレイドスター（婦人）
- 探偵学園Q（2003年 - 2004年、ミス・カオリ、司馬朝絵）
- とっとこハム太郎（浪花都）
- らいむいろ戦奇譚（ラシャ）

2004年
- SDガンダムフォース（オペレーター）
- 小さい潜水艦に恋をしたでかすぎるクジラの話（クジラA子）
- 爆裂天使（千枝）
- 火の鳥（女）

2005年
- ドラえもん（テレビ朝日版第2期）（2005年 - 2010年、火星人のママ、よっちゃんのママ、お人形）
- まじかるカナン（神戸柴）

2006年
- 機神咆吼デモンベイン（チアキ）
- BLEACH（浅野みづ穂）

2007年
- 人形アニメーション リカちゃん（ミキちゃん）
- ラブ★コン（小学生）
- 流星のロックマン（オヒュカス）

2008年
- ケロロ軍曹（キカカ）
- 恋姫†無双（2008年 - 2010年、張遼） - 2シリーズ

2009年
- ご姉弟物語（2009年 - 2010年、先生、チアリーダー）
- フレッシュプリキュア!（つばめのヒナ、千香の母）

2010年
- ハートキャッチプリキュア!（はるかの母）

2012年
- エリアの騎士（女性記者）
- 咲-Saki- シリーズ（2012年 - 2014年、熊倉トシ、埴淵久美子） - 2シリーズ
- トリコ（つららママ）

2013年
- ファンタジスタドール（リポーター）
- 〈物語〉シリーズ セカンドシーズン（真宵の母）

2016年
- 金田一少年の事件簿R（第2期）（神小路陸の母）

2018年
- 恋は雨上がりのように（あきら母）

2025年
- 追放者食堂へようこそ!（村人）

### 劇場アニメ
- 逮捕しちゃうぞ the MOVIE（1999年、林綾音）
- 劇場版 幻想魔伝 最遊記 Requiem 選ばれざる者への鎮魂歌（2001年、李厘）
- 劇場版∀ガンダムII 月光蝶（2002年）
- 劇場版3D あたしンち 情熱のちょ〜超能力♪ 母 大暴走!（2010年、ギャル）
- 名探偵コナン 11人目のストライカー（2012年、アナウンス）
- クレヨンしんちゃん ガチンコ!逆襲のロボとーちゃん（2014年、犬の散歩主婦）

### OVA
- ぼくはこのまま帰らない（1994年、女性達）
- 草太の誓い 差別に負けない力（1996年、女の客）
- スレイヤーズすぺしゃる（1997年、子供）
- うさぎちゃんでCue!!（2001年、ミミカ、稲葉美守）
- めだかの学校（2001年、江野めだか）
- ジャングルはいつもハレのちグゥ（2002年 - 2004年、ウェダ） - 2作品
- True Love Story Summer Days, and yet...（2003年、森崎るり）
- らいむいろ戦奇譚 南国夢浪漫（2004年、ラシャ）
- 恋姫†無双 OVAシリーズ（2009年 - 2011年、張遼） - 3作品

### ゲーム
1994年
- 新宿ラビリンス（沙弥子）※FM TOWNS

1997年
- 全国制服美少女グランプリ Find Love
- 初恋ばれんたいん（松平葉子）

1998年
- 初恋ばれんたいん SPECIAL（松平葉子）
- ファンタスティックフォーチュン（エルディーア〈ノーチェ〉）

1999年
- あすか120%（古館伊知子）
  - あすか120%ファイナル BURNING Fest.
  - あすか120%リターン BURNING Fest.

- みんなのGOLF2

2000年
- あすは恋して Prime Beat Planet（近藤美恵）
- 高2→将軍（春日愛）
- Hyper Value 2800 麻雀（桂紀子）
- 竜機伝承3 〜黄昏に導かれし者たち〜（ミカエル、水の精霊）

2001年
- 暴れん坊プリンセス（群衆）
- エクソダスギルティー ネオス（アルゲリーチ）
- Oni 完全日本語版（女）
- こみっくパーティー（猪名川由宇）
- Missing Blue（折坂命）

2002年
- 怪盗アプリコット（赤井諒子、藤巻あやめ）
- ビストロ・きゅーぴっと（メリッサ・レモンバルム）

2003年
- True Love Story Summer Days, and yet...（るり）
- リプルのたまご（デーナ・カルサイト）

2004年
- 機神咆吼デモンベイン（チアキ）

2005年
- 怪盗アプリコット 完全版（赤井諒子、藤巻あやめ）
- こみっくパーティー PORTABLE（猪名川由宇）

2006年
- 機神飛翔デモンベイン（チアキ）

2008年
- 恋姫†夢想 〜ドキッ☆乙女だらけの三国志演義〜（張遼、公孫賛）

2010年
- 真・恋姫†夢想 〜乙女繚乱☆三国志演義〜（張遼、公孫賛）

2011年
- AQUAPAZZA（猪名川由宇）

2014年
- ソニック&オールスターレーシング トランスフォームド（アイアイ、ミーミー）

2022年
- モノクロームメビウス 刻ノ代贖（リョウゲン）

### ドラマCD
- 同級生2 メモリアルミニシアター（1995年、加藤みのり）
- 初恋ばれんたいん（1997年、松平葉子）
- あすか120%ファイナル BURNING Fest. FINAL（1999年、古館伊知子）
- 放課後恋愛クラブ -恋のデュエット-（1999年、稲葉歩）
- ヴァイスクロイツ Wish A Dream Collection IV FIRST MISSION（2001年、神野沙映子）
- 西洋骨董洋菓子店（2002年、ゆりな）
- 怪盗アプリコット ドラマ＆オリジナルサウンドトラック（赤井諒子）
- 機神咆吼デモンベイン ドラマCD（チアキ）
- ジャングルはいつもハレのちグゥ ドラマCD illusion（ウェダ）
- 長恨歌〜蛇性の淫〜（お絹）
- 遙かなる時空の中で 遙か音盤草紙 白虹の巻（女房）
- ファンタジーコミックCDコレクション 最遊記（白竜、李厘）
- モスラ'61（女記者）

### 吹き替え

#### 映画
- 赤い標的 THE BREAK UP（院内アナ女1）
- アクトレス（アネット〈デヴォン〉）
- アトミックミッション
- アンツ・イン・ザ・パンツ!（パトリツィア）
- イン・ザ・カット
- ヴァージン・ハンド（カリータ）
- ヴァン・ダム IN コヨーテ（キャロル）※ビデオ版
- エブリバディ・ラブズ・サンシャイン（ネルソン）
- キラー・ネット 殺人ゲームへようこそ（トレイシー〈サラ・ステファンズ〉）
- 金色の嘘（マギー・ヴァーヴァー〈ケイト・ベッキンセイル〉）
- クライム・アンド・パニッシュメント（セシル）
- クリスティーナの好きなコト（ジュディ〈パーカー・ポージー〉）
- Go!Go!チアーズ（グレアム〈クレア・デュヴァル〉）
- シーズンチケット（ジェマ）
- シャークアタック 地獄の殺人ザメ（従業員女）
- ジャッキー・ブラウン（シェロンダ）
- ダイナサウルス（ジーナ）
- ダイアリー アンナの秘密（エリザベス）
- タイタンズを忘れない（エマ・ホイト〈ケイト・ボスワース〉）
- D.N.A.V（キム・パーカー）
- ナインハーフ2（クレア）
- NY殺人捜査線2（メリッサ）
- バガー・ヴァンスの伝説（ジョーンズ夫人〈アンドレア・パウエル〉）
- パパってなに?
- ピースキーパー ※テレビ朝日版
- プロポーズ ※テレビ朝日版
- ニノの空 幸せさがしの旅日記（バチストの妻）
- ヘブンズ・ゲート（通訳）
- マルコヴィッチの穴（エレベーターの女性〈オクタヴィア・スペンサー〉）
- ラストゲーム（ララ・ボニラ〈ロザリオ・ドーソン〉）
- ロスト・ゾーン（マグデリン）
- ワンス・アポン・ア・タイム・イン・チャイナ＆アメリカ 天地風雲（イー・サン・メイ〈ロザムンド・クワン〉）

### テレビドラマ
- 人にやさしく（2002年）
- Stand Up!!（2003年）
- ウルトラQ dark fantasy 第9話（2004年） - ジェンシーの声
- 日本のシンドラー杉原千畝物語 六千人の命のビザ（2005年） - ボイスキャスト
- HERO 特別編（2006年） - 通販番組のナレーション

### 歌
- OVA『うさぎちゃんでCue!!』エンディングテーマ「想いをあなたに」

### その他コンテンツ
- 声♥遊倶楽部（「るるる」のメンバーの一人）
- スマイルプリキュア! ミュージカルショー（母お化け）

### シリーズ一覧
1. ↑  第1期（2001年）、第2期『Revolution』（2005年）
2. ↑  第2期『Z』（2002年）、第3期『A』（2002年）
3. ↑  第1期（2008年）、第3期『真・恋姫†無双 〜乙女大乱〜』（2010年）
4. ↑  第2作『阿知賀編 episode of side-A』（2012年）、第3作『全国編』（2014年）